# Mustasch (musikgrupp)
Mustasch är ett svenskt hårdrocksband från Göteborg som bildades 1998. 

## Historia
Mustasch bildades 1998 i Göteborg av Ralf Gyllenhammar, Hannes Hansson, Mats Hansson och Stam Johansson. Bandnamnet uppkom från insikten att många av bandmedlemmarnas musikaliska förebilder hade mustasch, till exempel Freddie Mercury i Queen. 
I januari 2001 släpptes bandet sin första skiva, en EP med namnet The True Sound of the New West 2002 släpptes debutalbumet Above All, som blev Grammis-nominerat. Originaluppsättningen med Gyllenhammar-Hansson-Hansson-Johansson släppte under det fortsatta 00-talet albumen Ratsafari (2003), Powerhouse (2005) och Latest Version of the Truth (2007).
Mustasch har vunnit Grammis i kategorin Årets hårdrock för albumen Latest Version of the Truth (2007) och Mustasch (2009).    
I Melodifestivalen 2017 medverkade Mustasch som pausunderhållning med en hårdrockscover på programledaren Hasse Anderssons sång "Änglahund". I Melodifestivalen 2021 deltog Mustasch som tävlande med låten "Contagious". De deltog i den tredje deltävlingen där de kom på sjätte plats och blev utröstade. 

## Medlemsbyten
Den 19 juni 2008 meddelade Hannes Hansson att han skulle sluta i Mustasch för att kunna tillbringa mer tid hemma. Han gjorde sin sista konsert som ordinarie medlem på Liseberg 25 juni 2008. Bandets gitarrtekniker Kristian Laimaa och Martin Rubashov från Bandit Rock turades om att vikariera som livegitarrist till i oktober 2008 då David Johannesson från Karlstadsbandet Sparzanza blev ny fast gitarrist.
I april 2009 lämnade Mats Hansson bandet av hälsoskäl. Ersättare blev Danne McKenzie, som var kvar i bandet till december 2011. McKenzie ersattes av Jejo Perković, som var kvar i bandet till 2015 då han ersattes av Robban Bäck. 
Den 4 februari 2023 meddelade Johansson, Johannesson och Bäck att de lämnat Mustasch. Gyllenhammar fortsatte Mustasch under 2023 med Pontus Snibb (gitarr), Martin Ekelund (bas) och Niklas Matsson (trummor) från bandet Bonafide. När Mustasch släppte ny musik i februari 2024 var Markus Harrysson (gitarr) och Johan Wendt (bas) nya medlemmar.

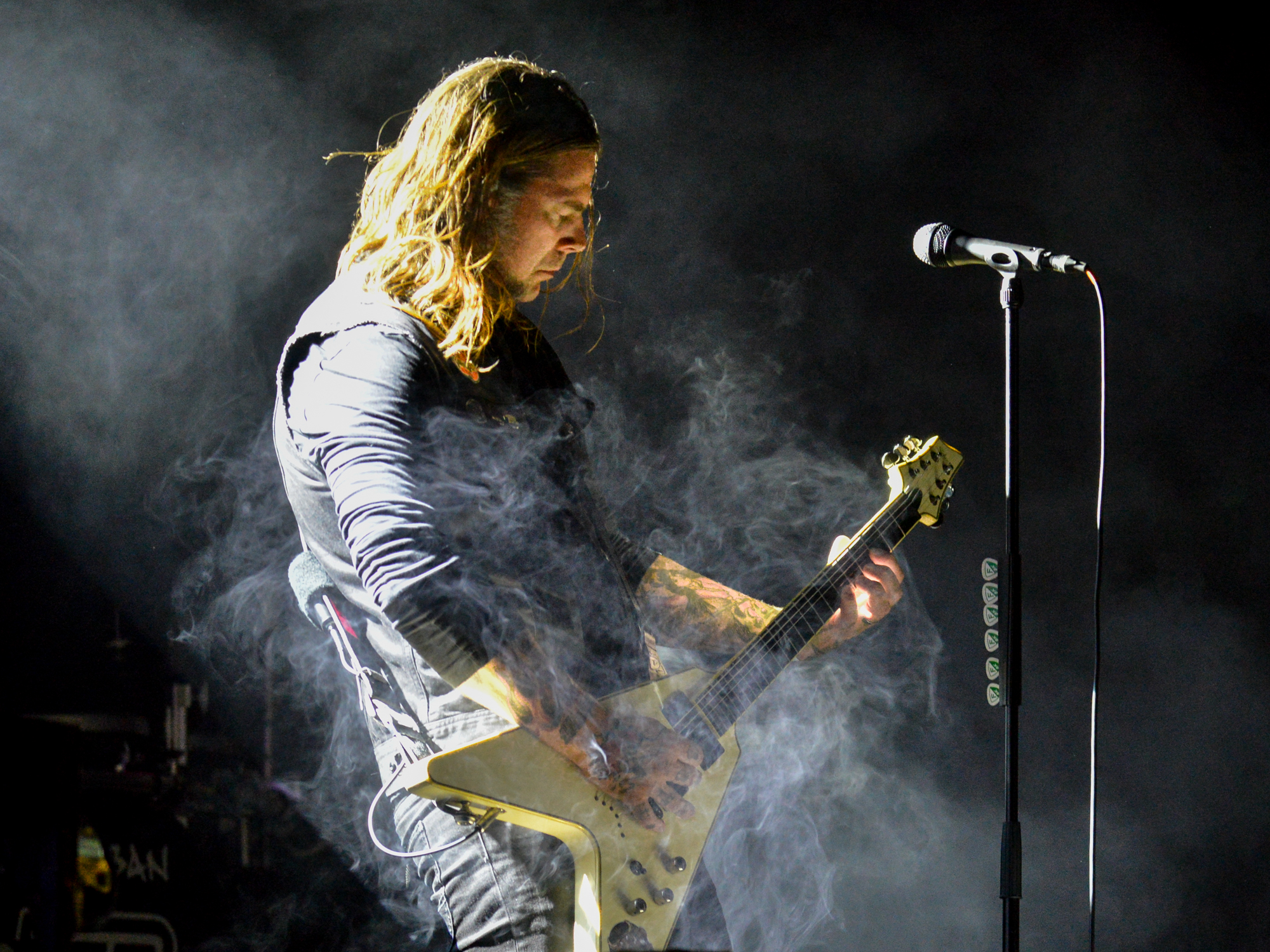
David Johannesson under ett gig i Kungsan, Stockholm, 2018.

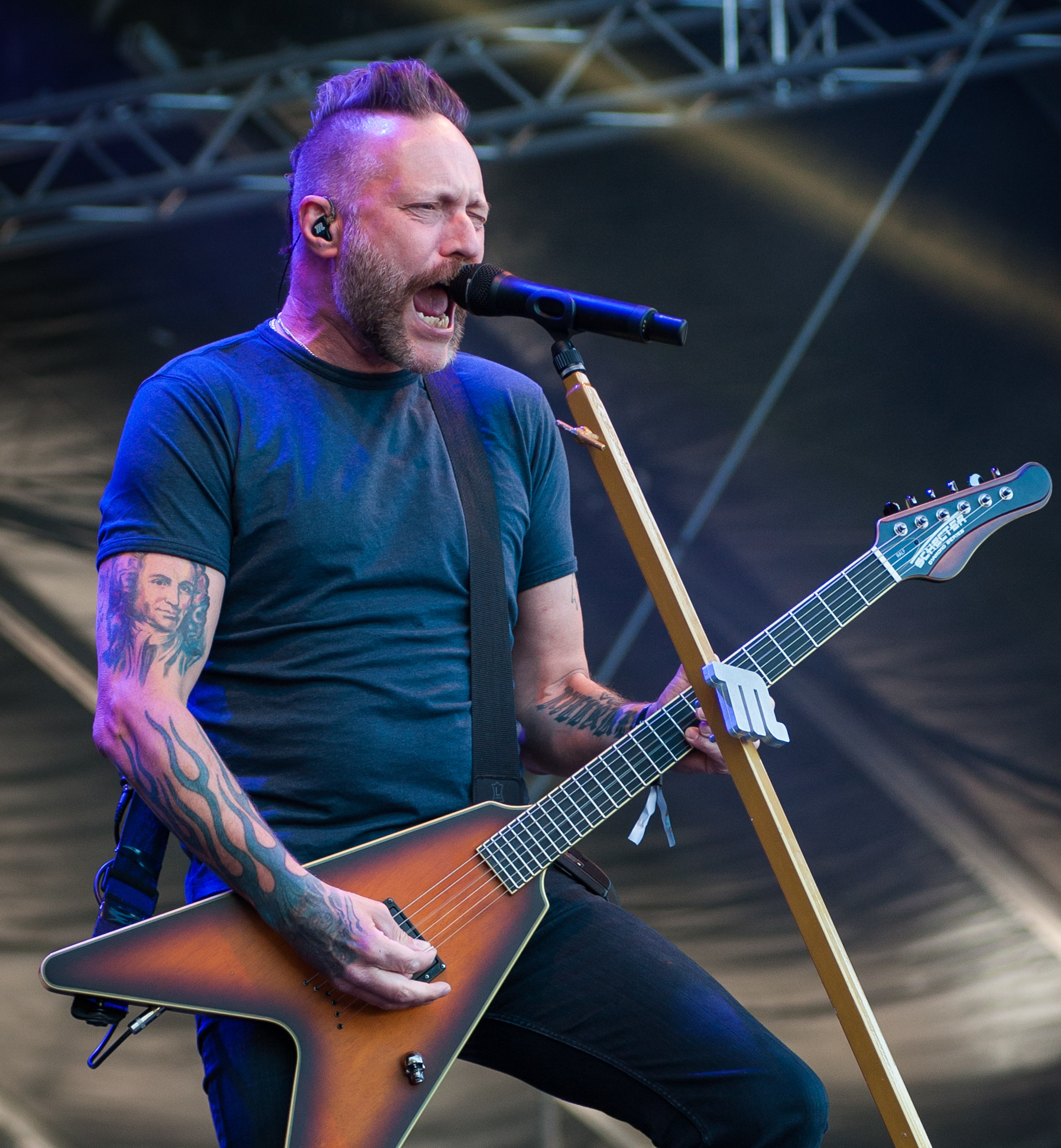
Ralf Gyllenhammar med Mustasch under ett gig på South Park Festival i Tammerfors, Finland, 2018.

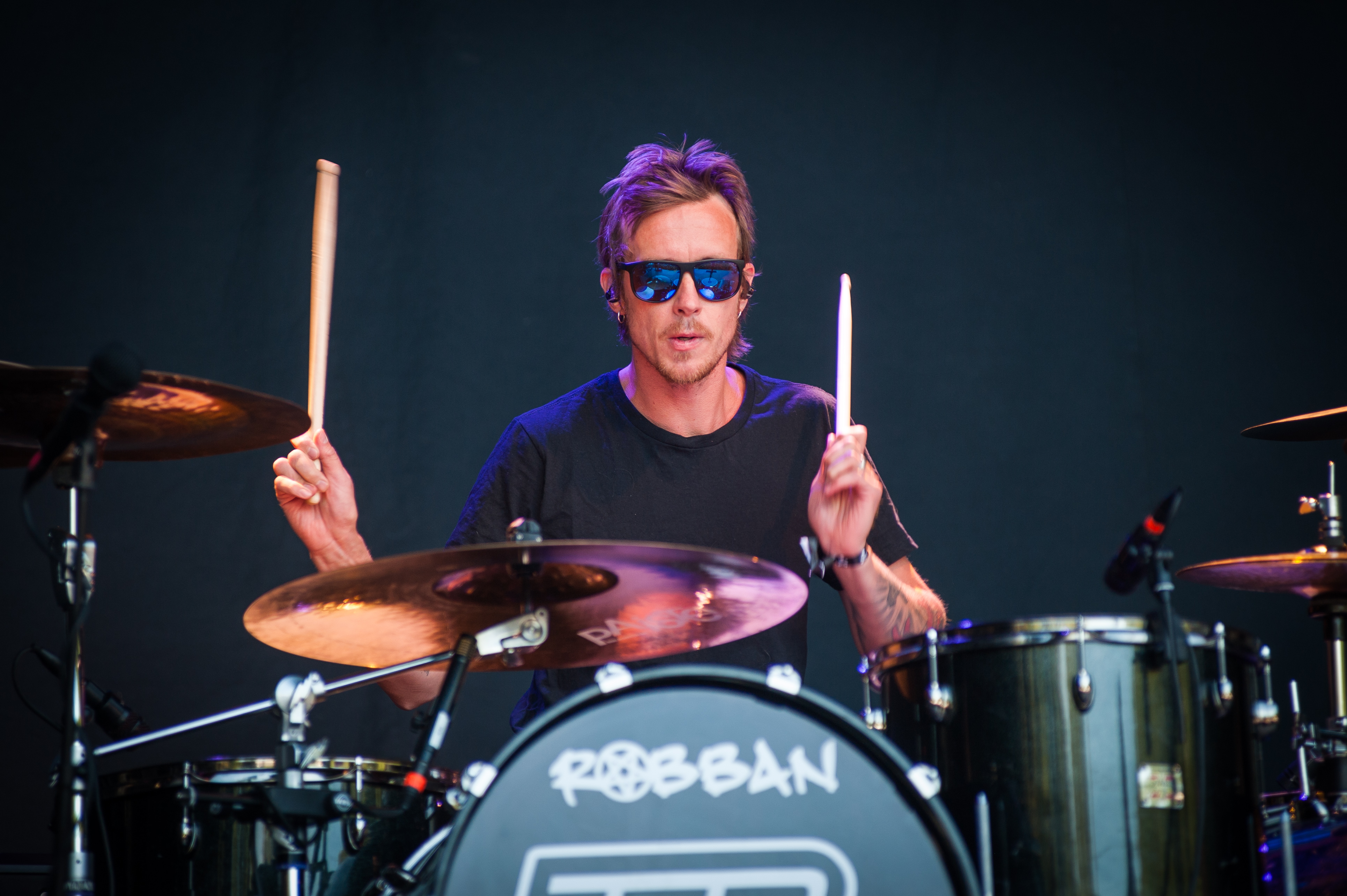
Robban Bäck med Mustasch på South Park Festival i Tammerfors 2018.

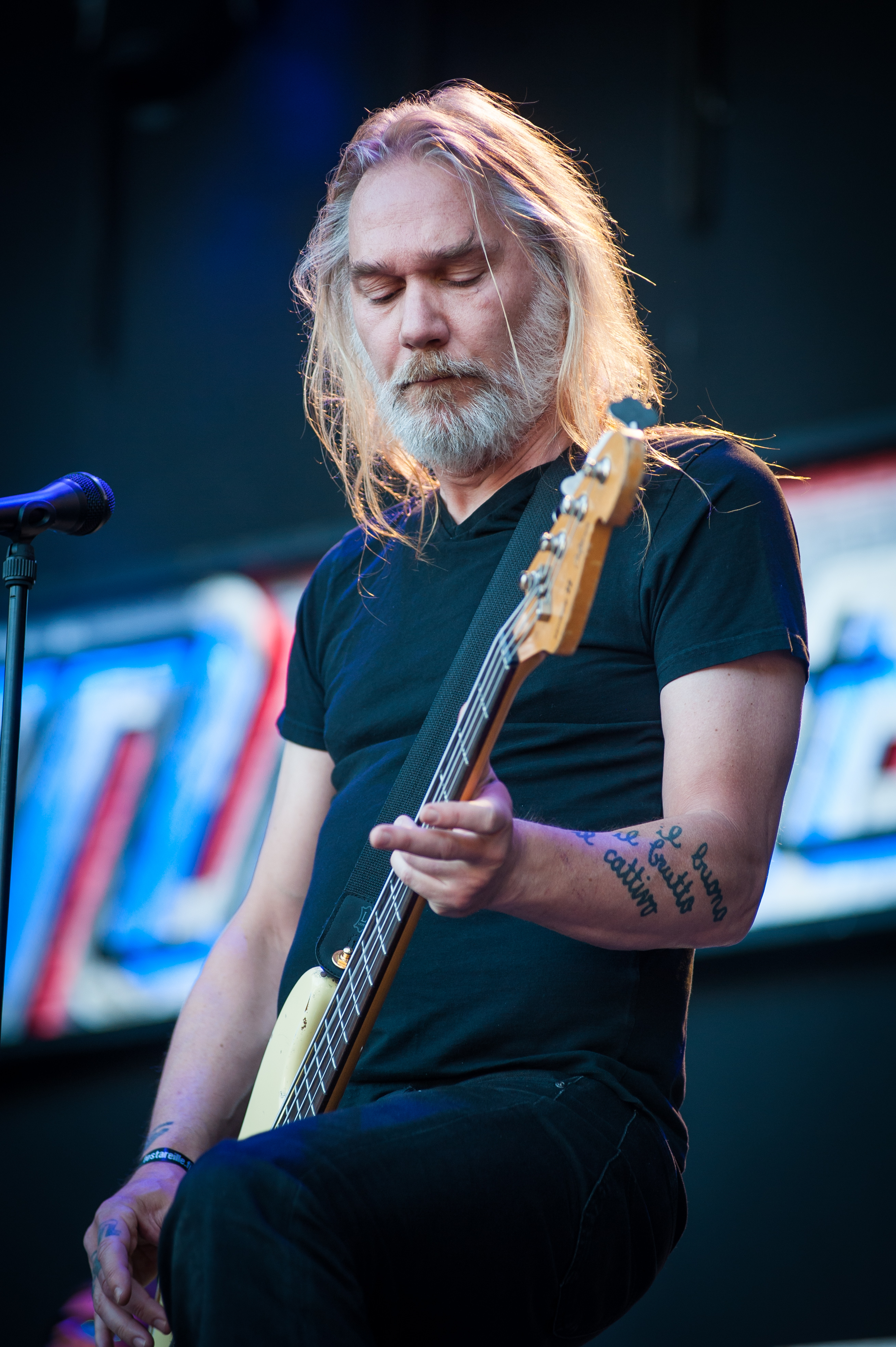
Stam Johansson på South Park Festival i Tammerfors 2018.

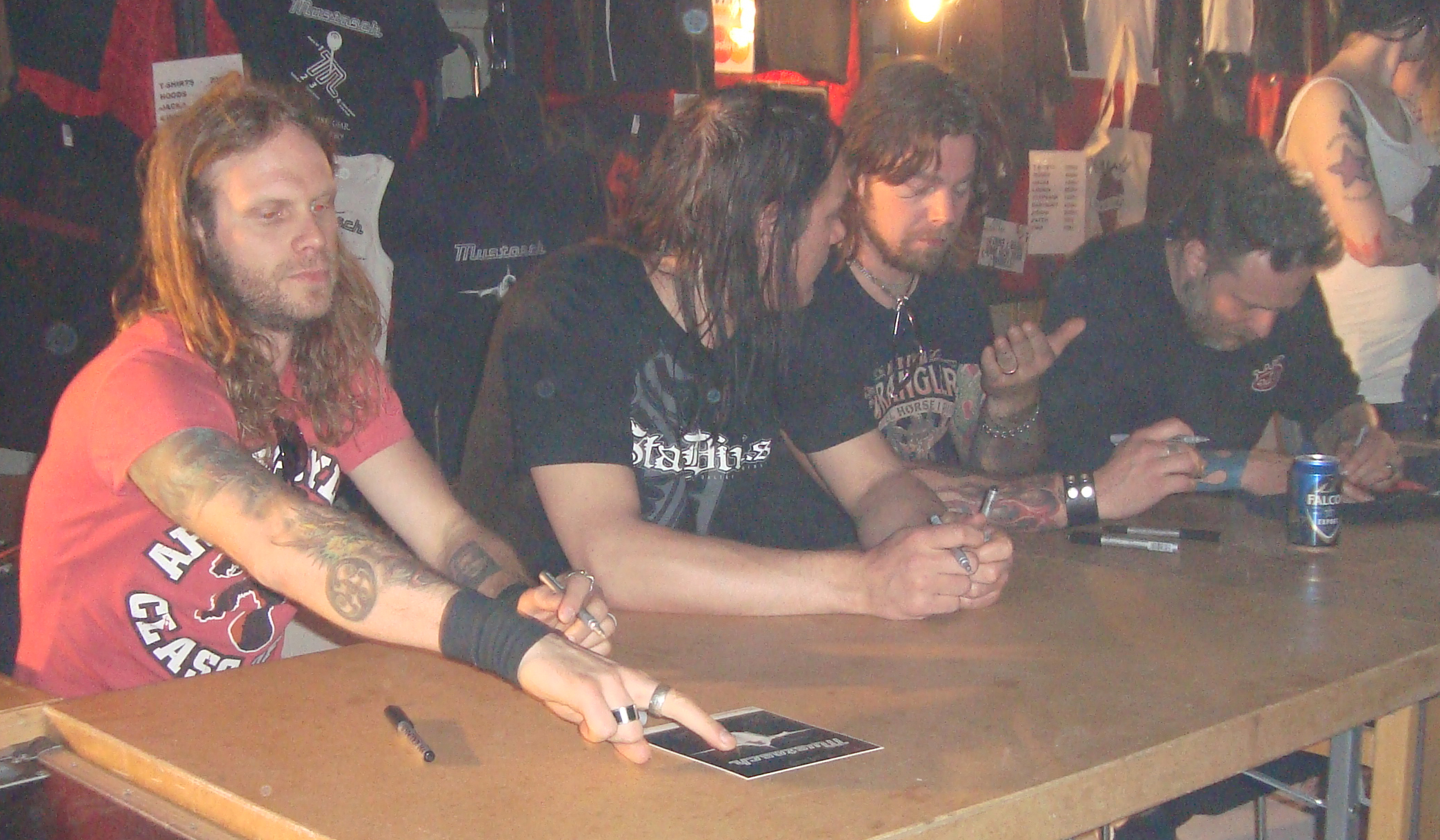
Mustasch på Gärdeshov, Sundsvall, 2009

## Medlemmar
Nuvarande medlemmar
- Ralf Gyllenhammar – sång,  gitarr (1998–)
- Markus Harrysson – gitarr (2024–)
- Johan Wendt – basgitarr (2024–)
- Niklas Matsson – trummor (2023–)

Tidigare medlemmar
- Hannes Hansson – gitarr (1998–2008)
- Mats Hansson – trummor (1998–2009)
- Danne McKenzie – trummor (2009–2011)
- Jejo Perković – trummor (2012–2015)
- Mats Stam Johansson – basgitarr (1998–2023)
- David Johannesson – sologitarr (2008–2023)
- Robban Bäck – trummor (2015–2023)
- Pontus Snibb – gitarr (2023)
- Martin Ekelund – basgitarr (2023)

Livemusiker
- Kristian Laimaa – gitarr (enstaka spelningar 2008)
- Martin Rubashov – gitarr (enstaka spelningar 2008)
- Leif Larsson – basgitarr (en spelning 2008)

## Diskografi

### Studioalbum
- 2002 Above All
- 2003 Ratsafari
- 2005 Powerhouse
- 2007 Latest Version of the Truth
- 2009 Mustasch
- 2011 Sounds Like Hell, Looks Like Heaven
- 2012 Thank You For The Demon
- 2015 Testosterone
- 2018 Silent Killer
- 2019 Killing It for Life

### EP / Minialbum
- 2001 The True Sound of the New West
- 2006 Parasite!
- 2021 A Final Warning (Chapter One)

### Singlar
- 2002 – Down in Black
- 2002 – I Hunt Alone
- 2003 – Black City
- 2004 – 6:36
- 2005 – Dogwash
- 2005 – I'm Alright
- 2006 – Parasite!
- 2007 – Double Nature
- 2007 – Bring Me Everyone
- 2009 – Mine
- 2011 – The Challenger
- 2012 – It's Never Too Late
- 2013 – Feared and Hated
- 2015 – Be like a Man
- 2016 – Midnight Runner
- 2017 – Änglahund
- 2017 – Hound From Hell
- 2017 – Lawbreaker
- 2018 – Fire (med Hans-Erik Dyvik Husby)
- 2018 – Winners
- 2019 – Blood in Blood Out
- 2019 – What Is Wrong
- 2019 – Where Angels Fear to Tread
- 2019 – Before a Grave
- 2020 – You Are Killing Me
- 2021 – Contagious
- 2021 – Destroyer Paranoya
- 2022 – Colombian Insomnia
- 2022 – Don't Look Back
- 2022 – MONEY
- 2023 – POWERMAN 2.0
- 2023 – Prime Time Mover
- 2023 – Human (I Don't Get It)
- 2024 – Because of You

Samlingsalbum
2008 Lowlife Highlights
2009 Singles A's & B's
2011 The New Sound of the True Best
DVD
- 2008 – In the Night